# Унтемка (права притока Чепци)
Унте́мка — річка в Росії, права притока Чепци. Протікає територією Удмуртії (Балезінський район).
Річка починається неподалік села Оросово, протікає спочатку на південний схід, потім південь та південний схід. Береги річки на значному протязі заліснені, пригирлові заплави заболочені. В середній течії створено ставок. Приймає декілька дрібних приток.
Над річкою розташовані села Бітчимшур і Кам'яне Заділля.